# Четвериков, Дмитрий Иванович
Дмитрий Иванович Четвериков (1858—1910) — русский купец и промышленник, благотворитель, потомственный почётный гражданин.

## Биография
Родился 8 января 1858 года[по какому календарю?] в дворянской семье.
Окончил юридический факультет Московского университета кандидатом прав.
Был членом Московского общества охоты им. императора Александра II, заместителем Богородского предводителя дворянства, являлся членом Совета Богородского уездного училища. Был знаком с Львом Николаевичем Толстым (известны их фотографии). Владелец сельца Тимофеевское близ села Анискино Московской губернии.
Директор Городищенской суконной мануфактуры, на которой занимался вопросами образования и быта рабочих и их семей. Его брат Сергей Иванович — также директор этой мануфактуры, занимался её производственными делами. Влияние Дмитрия Ивановича на рабочих имело благотворное значение. Благодаря ему при фабрике в начале XX века было создано ремесленное училище. Интересно, что Сергей и Дмитрий Четвериковы были женаты на родных сестрах — Марии и Александре Алексеевых, дочерях известного московского купца-предпринимателя Александра Владимировича Алексеева.
Умер 27 января 1910 года[по какому календарю?] и был похоронен у церкви села Анискино.

## Семья

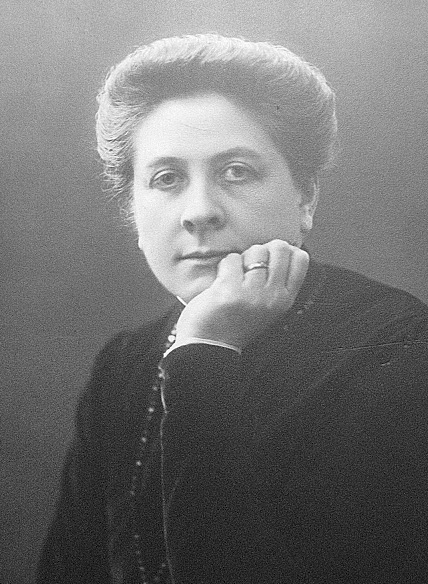
Жена А. А. Четверикова

С 1884 года Дмитрий Иванович был женат на Александре Александровне Алексеевой (14 ноября 1863 — 11 ноября 1912), известной московской благотворительнице, потомственной почётной гражданке.
После ранней смерти мужа, Александра Александровна осталась с четырьмя несовершеннолетними дочками; к этому времени старшие четверо детей уже начали самостоятельную жизнь. У самой Александры Четвериковой к этому времени начала прогрессировать саркома позвоночника, и в конце 1909 года она обратилась с прошением к московскому городскому голове о постройке «больницы или иного типа учреждения с постоянными койками», пожертвовав на это 100 000 рублей. Она хотела возвести в Москве первый туберкулезный санаторий, в котором пациенткой, а в будущем и попечительницей стала бы её собственная дочь Наталья, которая была прикована к инвалидной коляске. Также, создавая такой санаторий, Александра Александровна продолжала дело своего мужа, посвятившего жизнь заботе и помощи тем, кто в ней нуждался. В апреле 1912 года был заложен первый камень, и 3 марта (16 марта по новому стилю) 1913 года первый в Москве туберкулезный санаторий (построен по проекту архитектора П. П. Малиновского) был открыт. Возглавил его врач-фтизиатр Александр Николаевич Алексин — секретарь Всероссийской Лиги для борьбы с туберкулёзом.
Дети Дмитрия Ивановича и Александры Александровны: Александр (1886—1943, Москва), Иван (1886—1973, Аргентина), Дмитрий (1888—1946, Вена), Анна (1891—1968, Стокгольм), Сергей (1892—1972, Москва), Татьяна (1897—1982, Москва), Екатерина (1899—1972, Москва), Наталья (1902—1974, Вена).